# Maria Helena Serôdio
Maria Helena Serôdio (n. Goa, 1948), professora universitária e investigadora teatral.
Professora Catedrática e Investigadora do Centro de Estudos Teatrais da Faculdade de Letras da Universidade de Lisboa, publicou diversos artigos, colaborando com revistas, enciclopédias e outras edições. É autora do livro Questionar apaixonadamente: o teatro na vida de Luís Miguel Cintra (Edição Cotovia, 2001). É co-fundadora e actual presidente da Direcção da Associação Portuguesa de Críticos de Teatro.